# Атактична макромолекула
Атакти́чна ма́кромоле́кула (англ. atactic macromolecule) — регулярна макромолекула, в якій основні конфігураційні ланки не є ідентичними, тобто конфігурації асиметричних атомів сусідніх мономерних ланок в основному ланцюгові чергуються нерегулярно.